# 勾登湖鎮區 (阿肯色州密西西比縣)
勾登湖鎮區（英語：Golden Lake Township）是位於美國阿肯色州密西西比縣的一個行政鎮區。

## 地方資料
勾登湖鎮區的面積為102.16平方千米，當中陸地面積為99.15平方千米，而水域面積為3.01平方千米。根據2010年美國人口普查的數據，當地共有人口975人，而人口密度為每平方千米9.54人。